# 蕭悅
蕭悅，杭州人，郡望蘭陵。中唐時畫家。

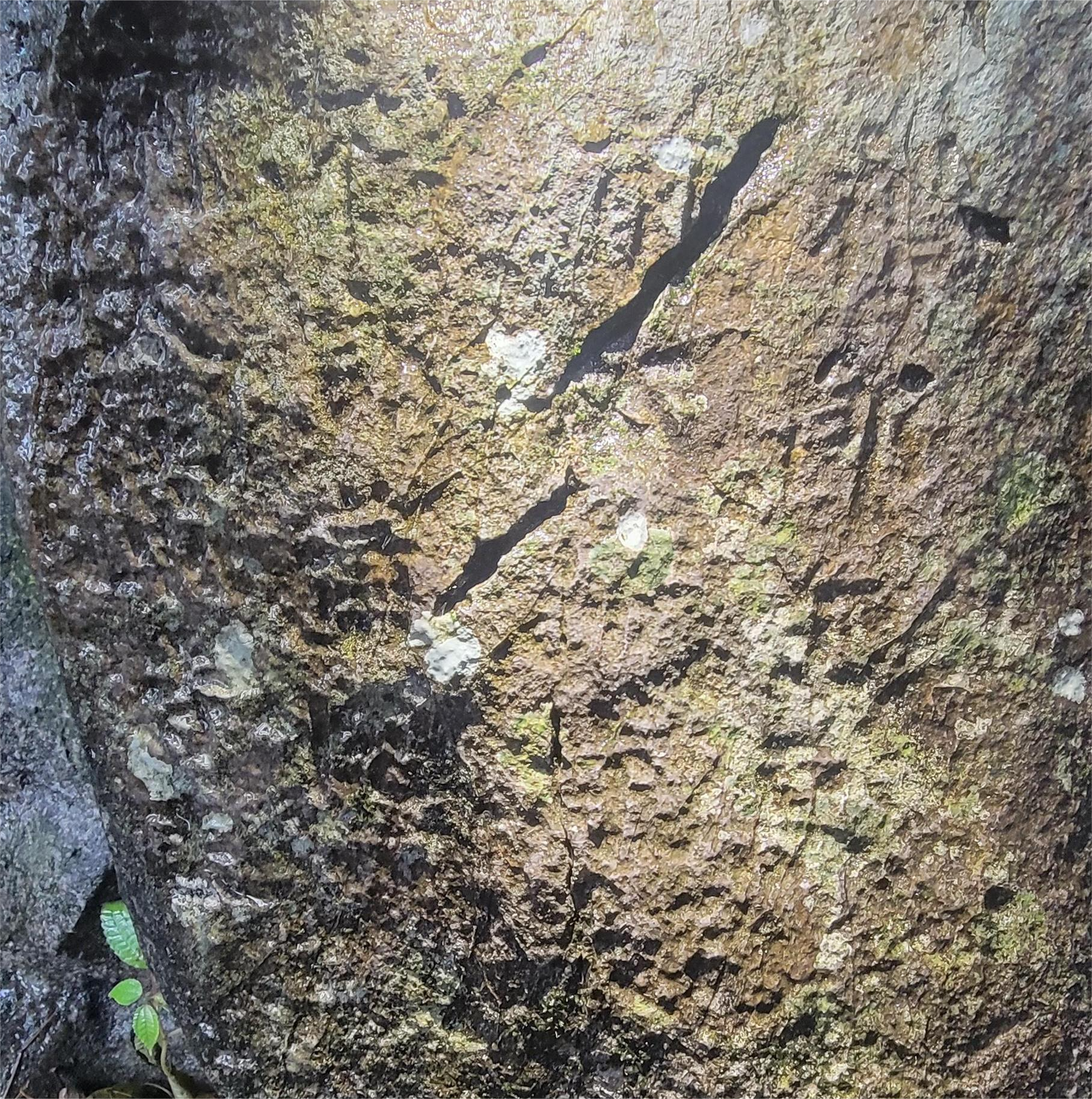
蕭悅于杭州下天竺的題名，時任太常寺奉禮郎。同題名者王亙。

蕭悅曾任太常寺奉禮郎、協律郎。白居易任官杭州時，蕭悅曾畫十五竿竹贈予白居易，由此兩人成為好友。蕭悅以畫竹聞名當時，且不輕易以作品贈人。張彥遠《歷代名畫記》云：“蕭悅，協律郎。工竹一色，有雅趣。 ”《宣和畫譜》云，蕭悅“唯喜畫竹，深得竹之生意”，而白居易經常為他的畫作題詞，使蕭悅的作品價格翻了數倍。宣和時所錄畫作包括《烏節照碧圖》二，《梅竹鶉鷯圖》一，《風竹圖》一，《筍竹圖》一。今已全部散佚。杭州下天竺寺後有蕭悅刻石題名，今尚存。阮元《两浙金石志》有记载，但阮氏错误地认为此题名已被铲去。